# Halsön (Luleå)
Halsön is een Zweeds eiland behorend tot de Lule-archipel. Het eiland ligt in de Ersnäsfjord. Het eiland is een samenraapsel van een aantal vroegere eilanden die in de loop der tijden aan elkaar gegroeid zijn. De scheidslijnen zijn nog in het landschap te herkennen. Bockhällgrundet (Zuidoosten), Skepparholmen (zuiden), Bastaholmen, Aldergrundet (beide westen) en Halsgrundet kwamen door postglaciale opheffing aan het eigenlijke Halsön vast te zitten. Het heeft geen vaste oeververbinding. Aan de noord- en oostkust staat een aantal zomerhuisjes.